# Moss (South Yorkshire)
Moss – wieś w Anglii, w hrabstwie ceremonialnym South Yorkshire, w dystrykcie metropolitalnym Doncaster. Leży 36 km na północny wschód od miasta Sheffield i 244 km na północ od Londynu. W 2001 miejscowość liczyła 290 mieszkańców.